# Padang
För andra betydelser, se Padang (olika betydelser).
Padang är en stad på västra Sumatra i Indonesien och är en av de största städerna på ön. Den är administrativ huvudort för provinsen Sumatera Barat och har cirka 950 000 invånare.
Padang var en av de första holländska kolonierna på Sumatra. Den bevarade länge sin historiska indonesiska prägel, var en betydande hamn och järnvägsstad för förbindelse med gruvdistriktet Fort de Kock.

## Jordbävningen 2009
Den 30 september 2009 drabbades staden av ett jordskalv som mätte 6,8 på richterskalan. Skalvet fick flera byggnader, bl.a. hotell, att rasa samman, varvid flera tusentals personer begravdes under rasmassorna. Man beräknar att cirka 1 200 personer omkom till följderna av skalvet och flera tusen skadades.